# محسن پودنکی
محسن پودنکی (زاده ۱ فروردین ۱۳۵۷، شهر قم) نماینده وزن ۷۴ کیلوگرم تیم ملی کشتی فرنگی ایران در جام جهانی ۲۰۰۵ تهران بود.

## زندگی‌نامه
محسن پودنکی، زاده ۱۳۵۷ در شهر قم، بیش از ۱۰ سال عضو تیم ملی فرنگی ایران در رده‌های سنی مختلف بود. وی در مسابقات قهرمانی آسیا و امیدهای جهان نیز به عنوان نماینده ایران شرکت کرده بود.
در سال ۱۳۸۸ پزشکان متوجه توموری در گوش وی شدند و برای برداشتن آن تومور سه بار مورد عمل جراحی قرار گرفت و پس از آن به تجویز پزشک معالجش برای بهبود کامل به ۱۵ جلسه پرتودرمانی فرستاده شد.
پس از برداشتن تومور، عواملی مانند خرابی دستگاه رادیوتراپی بیمارستان در روزهای نخست بیماری و داروهای بی کیفیت در تشدید بیماری او تأثیر گذاشتند تا یک سال بعد علائمی مانند از دست دادن تعادل، اشکال در تکلم و از دست دادن قدرت حرکت در او به وجود آمد. او که اسفندماه سال ۹۱ برای پیگیری مراحل درمان خود در بیمارستان رسالت تهران بستری شد پس از مدت‌ها مبارزه با بیماری، یکشنبه شب ۱۸ فروردین سال ۱۳۹۲ در سن ۳۵ سالگی درگذشت. پیکرش را در گلزار شهدای علی ابن جعفر شهر قم به خاک سپردند.

## عکس‌العمل فدراسیون کشتی و وزارت ورزش
فدراسیون کشتی با هماهنگی وزارت ورزش، اعلام کرده‌بود محسن پودنکی را برای معالجه به خارج از کشور خواهد فرستاد اما هزینه ارزی باعث شد مسئله اعزام وی به خارج از دستور کار خارج شود. با وجود حضور محسن پودنکی در اردوی تیم ملی با ویلچر و ملاقات مسئولان قول مساعدت به وی برای تسریع در روند درمان، صورت واقع به خود نگرفت.
فدراسیون کشتی جمهوری اسلامی ایران پیام تسلیت درگذشت محسن پودنکی را در ۱۸ فروردین در وبگاه رسمی خود انتشار داد.